# Étranges Libellules
Pour les articles homonymes, voir ELB.
Étranges Libellules (ELB) était un studio français de développement de jeu vidéo basé à Villeurbanne entre 1994 et 2012.

## Historique
Il a été fondé en 1994. Il ferme ses portes en juin 2012 :
En février 2012, il bénéfice de la procédure de sauvegarde, placé en redressement judiciaire en avril 2012, en liquidation judiciaire en juin 2012 et radié en septembre 2012.
Le studio se concentrait initialement sur la création graphique (il a par exemple participé à la création des graphismes du logiciel Klik & Play) ; il ne se lance dans le développement de jeux vidéo qu'en 1997.

## Ludographie
- 2000 - Kirikou (Kirikou) - Playstation, PC - Édité par Wanadoo Edition
- 2002 - Pink Panther : À la poursuite de la Panthère rose (The Pink Panther: Pinkadelic Pursuit) - Playstation, PC - Édité par Wanadoo Edition
- 2003 - Astérix et Obélix XXL (Asterix and Obelix XXL) - Playstation 2, GameCube, PC - Édité par Atari
- 2005 - Astérix et Obélix XXL 2 : Mission Las Vegum (Asterix and Obelix XXL 2: Mission Las Vegum) - Playstation 2, PC - Édité par Atari
- 2006 - Arthur et les Minimoys (Arthur and the Invisibles) - Playstation 2, Playstation Portable, PC - Édité par Atari
- 2007 - Astérix aux Jeux olympiques (Asterix at the Olympic Games) - Playstation 2, Wii, PC, Xbox 360 - Édité par Atari
- 2008 - La Légende de Spyro : Naissance d'un dragon (The Legend of Spyro: Dawn of the Dragon) - Playstation 2, Wii, Xbox 360, Playstation 3 - Édité par Activision
- 2010 - Alice au pays des merveilles (Alice in Wonderland) - Wii, PC, Nintendo DS - Édité par Disney Interactive Studios
- 2010 - Dragons (How to Train Your Dragon) - Wii, Xbox 360, Playstation 3 - Édité par Activision